# Phoebastria
Phoebastria är ett fågelsläkte i familjen albatrosser inom ordningen stormfåglar. Släktet omfattar fyra arter som alla förekommer i Stilla havet:
- Galápagosalbatross (P. irrorata)
- Laysanalbatross (P. immutabilis)
- Svartfotad albatross (P. nigripes)
- Gulnackad albatross (P. albatrus)